# شوزابورو واتانابه
شوزابورو واتانابه (渡辺 庄三郎, Watanabe Shōzaburō, ۲ ژوئن ۱۸۸۵ – February 14, 1962) یک ناشر باسمه (چاپ) ژاپنی بود و نیروی محرکه یکی از جنبش‌های چاپ‌نقش چوبی معروف به شین-هانگا (به معنی باسمه‌های چوبی نو) بود.